# Парк ім. Ф. Шиллера
Парк ім. Ф. Ши́ллера — парк-пам'ятка садово-паркового мистецтва місцевого значення в Україні. Розташований у межах міста Чернівці, на вулиці Київській.
Площа 10 га. Статус присвоєно згідно з рішенням виконавчого комітету Чернівецької обласної ради народних депутатів від 30 травня 1979 року № 198. Перебуває у віданні: Департамент ЖКГ, м. Чернівці, ПП Герман Ю..
Статус присвоєно для збереження парку, заснованого 1890 року. В його складі 30 видів і форм дерев та чагарників.